# Унтилівка (Роздільнянський район)
Унти́лівка — село в Україні, у Захарівській селищній громаді Роздільнянського району Одеської області. Населення становить 44 осіб.
До 17 липня 2020 року було підпорядковане Захарівському району, який був ліквідований.

## Населення
Згідно з переписом 1989 року населення села становило 82 особи, з яких 34 чоловіки та 48 жінок.
За переписом населення 2001 року в селі мешкали 43 особи.

### Мова
Розподіл населення за рідною мовою за даними перепису 2001 року:
| Мова       | Відсоток |
| ---------- | -------- |
| українська | 97,73 %  |
| російська  | 2,27 %   |